# Grand Prix Formule 1 van de Verenigde Staten 1963
De Grand Prix Formule 1 van de Verenigde Staten 1963 werd gehouden op 6 oktober op het Watkins Glen International circuit in Watkins Glen (New York). Het was de achtste race van het seizoen. 

## Uitslag
| Pos. | Nr. | Coureur                 | Constructeur   | Rondes | Tijd / Oorzaak uitval | Grid | Punten |
| ---- | --- | ----------------------- | -------------- | ------ | --------------------- | ---- | ------ |
| 1    | 1   | Graham Hill             | BRM            | 110    | 2:19:22.1             | 1    | 9      |
| 2    | 2   | Richie Ginther          | BRM            | 110    | + 34.3                | 4    | 6      |
| 3    | 8   | Jim Clark               | Lotus-Climax   | 109    | + 1 Ronde             | 2    | 4      |
| 4    | 5   | Jack Brabham            | Brabham-Climax | 108    | + 2 Rondes            | 5    | 3      |
| 5    | 24  | Lorenzo Bandini         | Ferrari        | 106    | + 4 Rondes            | 9    | 2      |
| 6    | 12  | Carel Godin de Beaufort | Porsche        | 99     | + 11 Rondes           | 19   | 1      |
| 7    | 21  | Peter Broeker           | Stebro-Ford    | 88     | + 22 Rondes           | 21   |        |
| 8    | 11  | Jo Bonnier              | Cooper-Climax  | 85     | + 25 Rondes           | 12   |        |
| 9    | 23  | John Surtees            | Ferrari        | 82     | Motor                 | 3    |        |
| 10   | 16  | Jim Hall                | Lotus-BRM      | 76     | Versnellingsbak       | 16   |        |
| 11   | 3   | Bruce McLaren           | Cooper-Climax  | 74     | Benzinepomp           | 11   |        |
| NF   | 14  | Jo Siffert              | Lotus-BRM      | 56     | Versnellingsbak       | 14   |        |
| NF   | 4   | Tony Maggs              | Cooper-Climax  | 44     | Ontsteking            | 10   |        |
| NF   | 18  | Rodger Ward             | Lotus-BRM      | 44     | Versnellingsbak       | 17   |        |
| NF   | 6   | Dan Gurney              | Brabham-Climax | 42     | Chassis               | 6    |        |
| NF   | 10  | Pedro Rodriguez         | Lotus-Climax   | 36     | Motor                 | 13   |        |
| NF   | 9   | Trevor Taylor           | Lotus-Climax   | 24     | Elektrisch probleem   | 7    |        |
| NF   | 17  | Masten Gregory          | Lola-Climax    | 14     | Motor                 | 8    |        |
| NF   | 22  | Hap Sharp               | Lotus-BRM      | 6      | Opgave                | 18   |        |
| NF   | 25  | Phil Hill               | ATS            | 4      | Oliepomp              | 15   |        |
| NF   | 26  | Giancarlo Baghetti      | ATS            | 0      | Oliepomp              | 20   |        |
| WD   | 7   | Walt Hansgen            | Lotus          |        |                       |      |        |
| WD   | 15  | Innes Ireland           | Lotus-BRM      |        | Blessure              |      |        |
| WD   | 19  | Ernie de Vos            | Stebro-Ford    |        | Geen wagen            |      |        |

## Statistieken
| Pole-position | Graham Hill | BRM          | 1:13.4 |
| Snelste ronde | Jim Clark   | Lotus-Climax | 1:14.5 |

## Noot
- Dit was het debuut van de Canadese coureurs Peter Broeker en Ernie de Vos.
- Tiende podiumplaats voor Richie Ginther.

Grand Prix Formule 1 van de Verenigde Staten: 1908 · 1910 · 1911 · 1912 · 1914 · 1915 · 1916 · 1959 · 1960 · 1961 · 1962 · 1963 · 1964 · 1965 · 1966 · 1967 · 1968 · 1969 · 1970 · 1971 · 1972 · 1973 · 1974 · 1975 · 1976 · 1977 · 1978 · 1979 · 1980 · 1989 · 1990 · 1991 · 2000 · 2001 · 2002 · 2003 · 2004 · 2005 · 2006 · 2007 · 2012 · 2013 · 2014 · 2015 · 2016 · 2017 · 2018 · 2019 · 2021 · 2022 · 2023 · 2024 · 2025 · 2026

Indianapolis 500: 1950 · 1951 · 1952 · 1953 · 1954 · 1955 · 1956 · 1957 · 1958 · 1959 · 1960

Grand Prix Formule 1 van de Verenigde Staten West: 1976 · 1977 · 1978 · 1979 · 1980 · 1981 · 1982 · 1983

Grand Prix Formule 1 van Las Vegas: 1981 · 1982 · 2023 · 2024 · 2025

Grand Prix Formule 1 van de Verenigde Staten Oost: 1982 · 1983 · 1984 · 1985 · 1986 · 1987 · 1988

Grand Prix Formule 1 van Dallas: 1984

Grand Prix Formule 1 van Miami: 2022 · 2023 · 2024 · 2025 · 2026 · 2027 · 2028 · 2029 · 2030 · 2031